# سیارک ۱۵۸۹
سیارک ۱۵۸۹ (به انگلیسی: 1589 Fanatica، نامگذاری:1950RK) هزار و پانصد و هشتاد و نهمین سیارک کشف شده‌است که در ۱۳ سپتامبر ۱۹۵۰ کشف شد.
قدر مطلق سیارک برابر ۱۲٫۰۰ است.